# خوسيه غونزاليس (كاتب)
خوسيه غونزاليس (بالسويدية: José González) (و. 1978  م) هو مغني، وعازف قيثارة، وكاتب أغاني من السويد، والأرجنتين، ولد في غوتنبرغ.

## التعليم
تعلم في جامعة غوتنبرغ.

## وصلات خارجية
- خوسيه غونزاليس على موقع IMDb (الإنجليزية)
- خوسيه غونزاليس على موقع ميوزك برينز (الإنجليزية)
- خوسيه غونزاليس على موقع أول ميوزيك (الإنجليزية)
- خوسيه غونزاليس على موقع ديسكوغز (الإنجليزية)
- خوسيه غونزاليس على موقع قاعدة بيانات الفيلم (الإنجليزية)

- خوسيه غونزاليس في قاعدة بيانات الأفلام على الإنترنت